# Angavo
De Angavo is een berg in Madagaskar. De berg is gelegen in de regio Atsimo-Atsinanana en ligt in de subtropische bossen van Madagaskar. Ten noorden van de Angavo ligt de rivier de Mananara.
De berg is moeilijk te beklimmen en wordt ook wel de Klif van Angavo of de 'Great Cliff' genoemd. De klif heeft een hoogte van 300 tot 600 meter.
Angavo is ook Malagassisch voor guave én voor vleermuis.